# Gliese 42
Gliese 42 är en ensam stjärna i den mellersta delen av stjärnbilden Bildhuggaren. Den har en skenbar magnitud av ca 7,30 och kräver åtminstone en stark handkikare för att kunna observeras. Baserat på parallax enligt Gaia Data Release 2 på ca 70,1 mas, beräknas den befinna sig på ett avstånd på ca 46 ljusår (ca 14 parsek) från solen. Den rör sig närmare solen med en heliocentrisk radialhastighet på ca -13 km/s. Stjärnan har en relativt stor egenrörelse av 0,62 bågsekund per år över himlavalvet.

## Egenskaper
Gliese 42 är en orange till gul stjärna i huvudserien av spektralklass K2.5 V (k), Den har en radie som är ca 0,66 solradier och har ca 0,29 gånger solens utstrålning av energi från dess fotosfär vid en effektiv temperatur av ca 4 800 K.
Ett överskott av infraröd strålning har observerats kring stjärnan, vilket sannolikt anger närvaro av en omkretsande stoftskiva med en radie av 45,7 astronomiska enheter (6,84×109 km). Temperaturen hos detta stoft uppskattades ursprungligen till 30 K (−243,2 °C) enligt mätningar av Herschels rymdobservatorium. Senare ansågs mätningen tveksam, och 2020 fastställdes temperaturen till 62 K (−211,2 ° C).